# Алессандра Джиліані
Алессандра Джиліані (італ. Alessandra Giliani; 1307—1326) — перша жінка-анатом, про яку збереглися свідчення в історичних документах. Була помічником та прозектором професора Болонського університету Мондіно Луцці.

## Біографія
Вважається, що Алессандра народилася в 1307 році в місті Сан-Джованні-ін-Персічето (регіон Емілія-Романья). Вона померла в 1326 році, у віці 19 років, ймовірно, від зараження крові. Вона вступила до Болонського університету в 1323 році. Вивчала філософію і основи анатомії та медицини. Вона декілька років працюла асистентом професора медичної школи Болонського університету Мондіно Луцці, який зараз відомий як «батько сучасної анатомії».
Алессандра Джиліані займалася власними анатомічними дослідженнями, розробляючи метод виведення крові з трупа і впорскування замість неї підфарбованої рідини, з метою вивчення системи кровообігу людини. Проте всі докази її робіт не збереглися.
Невеликі відомості про її роботу збереглися у нотатках Отто Ангеніуса, який також працював помічником Мондіно. Також збереглася табличка в церкві Сан-П'єтро Марселліна в Римі, в якій описана її робота.
Вона згадується істориком дев'ятнадцятого століття Мішелем Медічі, який опублікував історію болонської школи анатомії в 1857 році.